# شیوع آنفلوانزای خوکی در ایران
اولین مورد آنفلوانزای خوکی در ایران در ۱ تیر ۱۳۸۸ اعلام شد. پس از آن تعداد مبتلایان به بیماری به سرعت افزایش پیدا کرد. براساس گزارش وزارت بهداشت ایران تاشهریورماه ۱۳۸۸ بیشتر مبتلایان به آنفلوانزا را افرادی که به حج عمره رفته بودند تشکیل می‌دادند ولی پس از آن افزایش افراد مبتلا به بیماری بیشتر شامل دانش آموزان می‌شد. یک زن ۳۶ سالهٔ اهل مراغه اولین فردی بود که در اثر ابتلا به بیماری جان خود را از دست داد.

## پیش از شیوع
رئیس سازمان دامپزشکی ایران در مصاحبه ای با خبرگزاری فارس که پیش از شیوع آنفلوانزا داشت اعلام کرده بود که با توجه به اینکه به درایران پرورش خوک وجود ندارد مردم ایران هیچ نگرانی از بیماری نداشته باشند. همچنین صداوسیمای ایران پوشش خبری این بیماری در آغاز شیوع بیماری در آمریکا و مکزیک را ترفندی رسانه‌ای برای سرپوش گذاشتن بر بحران اقتصادی قدرت‌های بزرگ جهان عنوان می‌کرد.

## اولین ابتلا
اولین مورد تأیید شده مربوط به دانش آموز ۱۶ ساله ایرانی‌الاصل مقیم آمریکا بود که به همراه خانواده وارد تهران شده بود.

## علائم
سرفه کردن، درد در ناحیه گلو، سردرد، تب و لرز، کوفتگی و خستگی بدن و در برخی بیماران اسهال و استفراغ از نشانه‌های آنفولانزای خوکی در ایران است.

## واکسن
طبق گفته رئیس مؤسسه واکسن و سرم‌سازی رازی ایران واکسن این بیماری به پیشنهاد سازمان بهداشت جهانی در ایران نیز در دست تولید است.